# Лъв IV (папа)
Вижте пояснителната страница за други личности с името Лъв IV.
Лъв IV (лат. Leo PP. IV) е римски папа от 10 април 847 г. до 17 юли 855 година.
- Свети папа Лъв IV в битката при Остия, авт: Рафаел
- Фреска в базиликата „Св. Климент“, Рим